# Sioux
I sioux (rara la forma italianizzata siù; pronuncia francese e italiana [sju], pronuncia inglese [suː]), altrimenti noti con l'endonimo Očhéthi Šakówiŋ, sono un gruppo etnico nordamericano.

## Origine del nome
Il termine è l'abbreviazione dell'espressione Nadovessioux, termine francese originato dalla deformazione di Nādowessi (piccoli serpenti), ovvero l'appellativo con il quale questo gruppo veniva spregiativamente indicato dalla tribù degli Ojibwa, chiamati impropriamente dai bianchi Chippewa.
Il termine indicava le popolazioni che vivevano nelle grandi pianure centrali degli Stati Uniti e del Canada meridionale, dal fiume Platte al monte Heart e dalle foreste del Minnesota fino al Missouri e alle montagne note come Bighorn.
L'equivoco nacque allorché alcuni esploratori francesi chiesero a un appartenente ai Chippewa, tradizionali avversari dei Sioux, il nome della vasta stirpe che popolava quelle terre. La logica risposta fu: "meno che vipera" (rispetto alla "vipera intera" rappresentata ai loro occhi dagli Irochesi). La parte finale dell'espressione Nadowe-is-iw - singolare di Nadowe-is-iweg - che significava appunto "meno che vipera", servì per sempre a identificare il vasto insieme di tribù dakota e lakota (varianti dello stesso termine che significa invece grosso modo "amico", "alleato") accomunate da una medesima lingua e da identiche tradizioni culturali.

## L'Alleanza Sioux

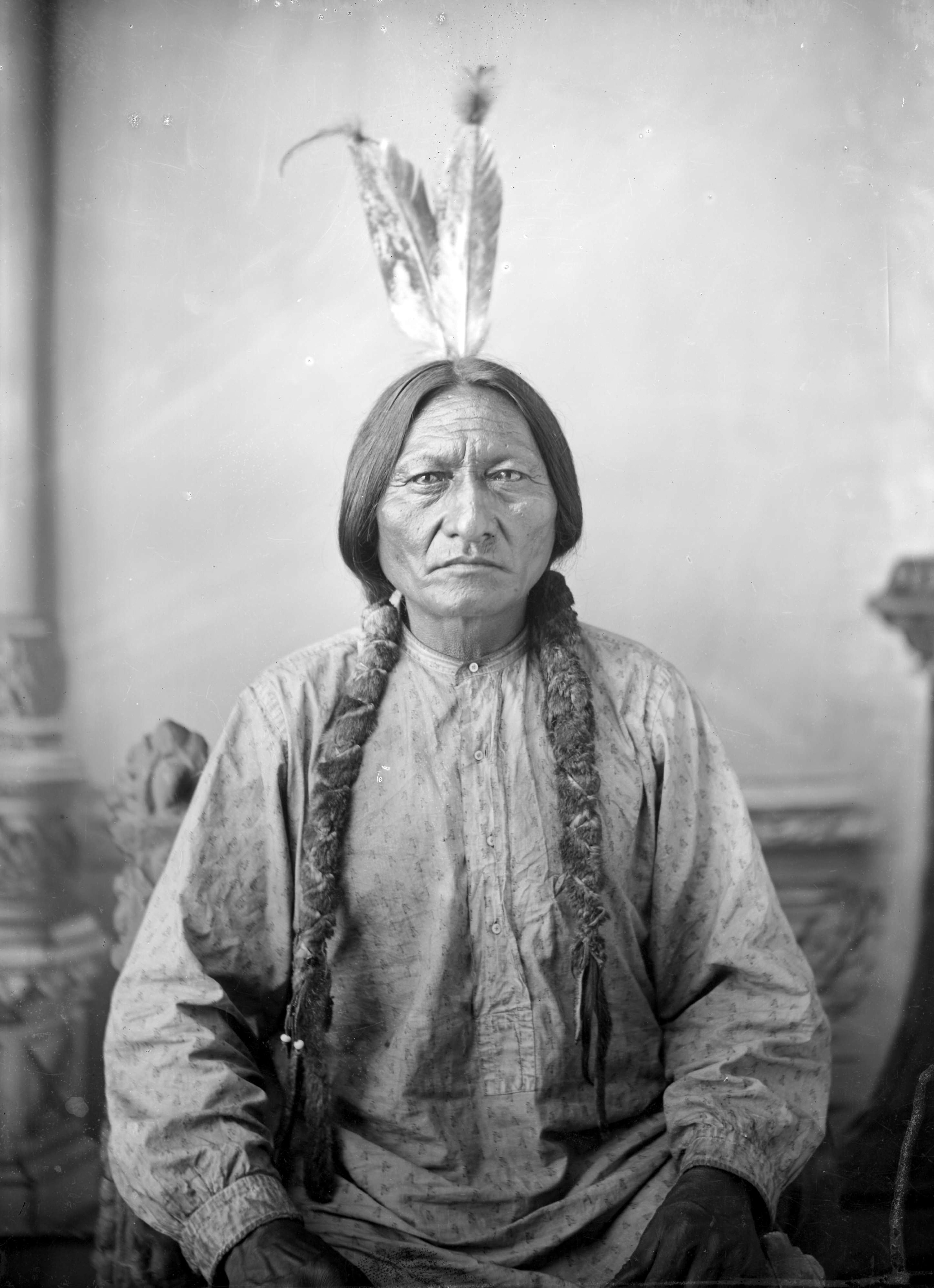
Tȟatȟáŋka Íyotake (Toro Seduto), capo e sciamano dei Lakota Hunkpapa in una foto forse del 1884

L'Alleanza Sioux era originariamente costituita da sette distinte entità (thuŋwaŋ o tȟuŋwaŋn o, nella forma europeizzata tonwan) - formanti un'assemblea che in antico era chiamata "Sette Fuochi del Consiglio" (Očhéthi Šakówiŋ) - denominate:
1. Mdewákhathuŋwaŋ[7] (Mdewakanton, "Villaggio del Lago dello Spirito"[8], il gruppo originario di tutta la nazione sioux)
2. Waȟpékhute (Wahpekute, "Arcieri delle foglie")[8]
3. Sisíthuŋwaŋ (Sisseton, probabilmente "Villaggio dei territori di pesca")[8]
4. Waȟpéthuŋwaŋ (Wahpeton, "Villaggio delle foglie")[8]
5. Iháŋktȟuŋwaŋ (Yankton, Villaggio alla fine, o in fondo)[8]
6. Iháŋktȟuŋwaŋna (Yanktonai, "Piccolo villaggio alla fine, o in fondo")[8]
7. Thítȟuŋwaŋ[9] (Teton, probabilmente "Che si accampano, o vagano, nella prateria")[8]

Le prime quattro tribù, che costituivano la sezione orientale della nazione sioux, si qualificavano come "Isáŋyathi" o "Isáŋathi" (termini poi resi dagli europei come Santee) e possono essere definiti come "dakota orientali" (attualmente parlano il dialetto cosiddetto "santee-sisseton").

Yankton e Yanktonai costituivano i gruppi centrali e, per oltre centocinquanta anni, sono stati loro erroneamente attribuiti il dialetto e il nome di nakota: in effetti si sono sempre riferiti a sé stessi come dakota (qualificandosi, all'interno dei dakota, come "Wičhíyena") e possono quindi essere definiti "dakota occidentali" (attualmente parlano il dialetto cosiddetto yankton-yanktonai).

I Teton, che in epoca storica si erano trasferiti, sotto la pressione dei Chippewa (armati dai francesi), dalle grandi foreste alle grandi praterie, costituivano la porzione più occidentale della grande alleanza Sioux e parlavano il dialetto lakota.
I Teton avrebbero poi incarnato, nell'immaginario del mondo occidentale, l'immagine tipica dell'"indiano americano", pur essendo stati protagonisti di una civiltà di necessità, basata sul cavallo e sulla caccia al bisonte che durò in effetti soltanto pochi decenni.
Una volta separati, di fatto (ma sempre conservando la memoria dell'origine comune), dai gruppi più orientali, i Teton ricrearono al loro interno la originaria suddivisione nei Sette Fuochi del Consiglio, articolandosi nei seguenti sottogruppi (oyate):
1. Oglala (Coloro-che-si-disperdono)
2. Sichangu (o Cosce Bruciate ovvero Brulé)
3. Minneconjou (più precisamente Mnikan'oju o Mnikowoju, ossia [Seminatori d'un] campo vicino al fiume)
4. Hunkpapa (Che-si-accampano-all'ingresso)
5. Sihasapa (o Piedi Neri, da non confondere tuttavia con l'omonimo gruppo algonchino - cfr. Nitsitapi)
6. Oohenonpa (o Due Marmitte)
7. Itazipcho (o Sans Arcs, da itazipa, "arco" e "čo", abbreviazione di čodan, "senza").

Anche gli Yanktonai si suddividevano in due "oyate": gli Yanktonai superiori e gli Hunkpatina ("Si accampano all'estremità") o Yanktonai inferiori.
Gli Assiniboin facevano originariamente parte dei Sioux (in particolare, secondo la leggenda, degli Hunkpatina), ma poi, probabilmente nel XVII secolo, si distaccarono dalla loro gente d'origine per spostarsi verso le regioni canadesi di Manitoba e del Saskatchewan, mantenendo il loro idioma di origine sioux (nakota), ma entrando in uno stato di guerra permanente con tutto il resto della vecchia confederazione sioux, che infatti li definiva Hohe (ribelli), nome del quale essi andavano del resto fieri.

## La collocazione della Nazione
Sono pervenute pochissime informazioni sui Sioux nei tempi precedenti all'arrivo degli europei nel continente americano. Secondo alcuni studi, alla fine del Cinquecento queste popolazioni dovevano essere stanziate in un'area corrispondente circa all'attuale Stato della Carolina del Nord e un centinaio di anni dopo, probabilmente a causa della costante minaccia rappresentata dalla vicina e potente Lega degli Irochesi, essi sembra abbiano dovuto risalire il corso del fiume Missouri, fino a stabilirsi nelle foreste a ovest dei Grandi Laghi, dove sarebbero rimasti almeno per tutto il Seicento.
A causa della crescente pressione dei loro nemici Ojibway o Chippewa, i Sioux (con l'eccezione del sottogruppo Santee, rimasto nelle foreste del Minnesota orientale fino al 1862) si spostarono nelle praterie, nel corso di un lungo processo che li portò a dedicarsi a una vita nomade sulle piste del bisonte, entrando così a far parte del numero di tribù che dettero vita alla breve ma intensissima Cultura della Prateria. Il processo di spostamento nelle praterie venne accelerato dalla comparsa del cavallo che, estintosi nel continente nordamericano durante il Pleistocene, vi fece ritorno con i conquistadores spagnoli.

## L'attività economica e l'alimentazione
In origine probabilmente i Sioux erano agricoltori seminomadi ma ben presto si trasformarono in cacciatori nomadi, spesso al seguito delle mandrie di bisonti. Da questo animale si ricavavano carne e pelli.
Accanto alla caccia, l'attività principale degli uomini era la guerra. I Sioux sono passati alla storia per la loro grande resistenza all'invasione degli "uomini bianchi". Per i Sioux, la guerra era per molti versi un gioco basato sul valore e sul coraggio: in certi casi essi si limitavano a toccare l'avversario per simboleggiarne l'uccisione, lasciandolo non di rado in vita; il prestigio infatti si conquistava con le gesta di puro valore e ogni "colpo" ne era la dimostrazione, reso esplicito da una penna d'aquila fra i capelli.

## La vita sociale e la cultura materiale

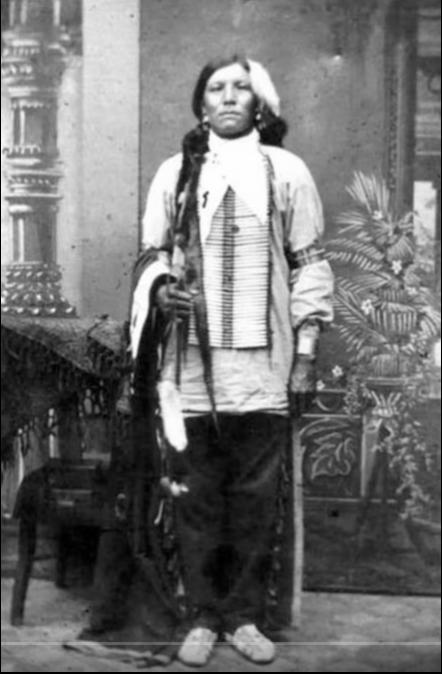
Guerriero Teton (secondo alcune ipotesi identificabile con Tashunka Uitko "Cavallo Pazzo", capo e "uomo sacro" dei Lakota)

Le donne si occupavano dei bambini, dell'orto e soprattutto della casa e l'etica sessuale era molto rigida ed era biasimata ogni forma di violazione dei relativi codici comportamentali, anche se ampiamente praticata era la fuga prematrimoniale allorché un matrimonio era avversato dalle famiglie degli interessati.
L'abitazione dei Sioux, il tipi, è una tenda conica di 4/5 metri di diametro coperta di pelli di bisonte. Da 10 a 20 pertiche di legno erano alzate sul terreno in un circolo, legate insieme all'estremità superiore e coperte da pelli di bisonte cucite insieme; in alto rimanevano due aperture mobili per far uscire all'occorrenza il fumo. Un foro ovale in basso, posizionato ad est, consentiva l'accesso; l'interno aveva il focolare nel centro e tutto intorno sedili e letti di pelliccia. Sempre all'interno un controtelo fungeva da isolante per l'umidità, per il freddo e il caldo. Il posto riservato al capofamiglia era di fronte all'entrata, quindi ad ovest, la zona più protetta dalle correnti d'aria. A sud stava la donna; qui teneva tutti gli oggetti che le servivano per i lavori domestici, ed anche tutti i letti della famiglia. A nord si trovavano varie suppellettili e i giacigli degli ospiti.
Il tipi era fabbricato dalla donna, portava spesso decorazioni esterne e, perfezionato nei secoli, era molto leggero e semplice da montare e smontare. Anche il tipi, come il guerriero a cavallo che caccia i bisonti, fa parte dell'immaginario creato nel mondo occidentale riguardante gli "indiani d'America".

## La spiritualità
Grande importanza veniva attribuita dai Sioux alla figura del cerchio: la disposizione del villaggio era circolare, gli anziani sedevano in cerchio durante le cerimonie, il cielo e la terra erano considerati circolari.
La loro spiritualità si basa sull'idea di wakan, espressione della forza soprannaturale che permea l'universo, le persone e le cose, di cui il dio Wakan Tanka era la massima incarnazione (Wakan Tanka era, è, e sempre sarà - affermano i Sioux - Egli è il Grande Mistero. È uno e molti. È il Signore di tutte le cose, il Grande Spirito, il Creatore. Colui che dirige e regge l'universo. Altra espressione per indicare Wakan Tanka è Ateyabi, ossia "Dio Padre".
Sue emanazioni sono i quattro Spiriti superiori: Skan, il Cielo, protettore della potenza creatrice, giudice degli uomini e degli stessi Spiriti, una cui figlia era Anog Itè; Wi, il Sole, protettore del coraggio, della generosità e della lealtà; Maka, la Terra, protettrice della vita, e Inyan, la pietra, protettrice dell'autorità e del genio artistico. Tutte queste ipostasi di Wakan Tanka sono responsabili dell'equilibrio dell'universo.
Vengono poi gli Spiriti Associati, complementari degli Spiriti Superiori: a Skan era infatti associato Tate, il Vento; a Wi era associata Hanwiyanpa, la Luna; Wohpe era collegata a Maka e rappresentava la figlia del Sole e della Luna, protettrice dell'amore e della pace e infine a Inyan era associato Wakinyan, il Tuono che segnala la potenza della natura.
Infine gli Spiriti Imparentati: lo Spirito del Bisonte, lo Spirito dell'Orso i Quattro Venti e il Turbine.
La vita Spirituale delle comunità non prevede sacerdoti o persone che si elevino rispetto agli altri, perché viene ritenuto dannoso dare in mano ad un solo uomo un potere così grande.
Piuttosto all'interno della comunità vi sono figure che possono ritenersi "speciali", ovvero persone dotate di "poteri spirituali", doni ricevuti attraverso visioni e sogni dal Grande Spirito come l'interpretazione dei sogni.

La Spiritualità nativa non è da considerarsi una religione, ma un modo per essere in relazione con l'Universo, "mitakuye oyasin" tutto è connesso, tutto è collegato. Non esistono gerarchie.
La Spiritualità è basata su un profondo rapporto di rispetto e armonia con gli elementi, tutti in relazione tra loro.

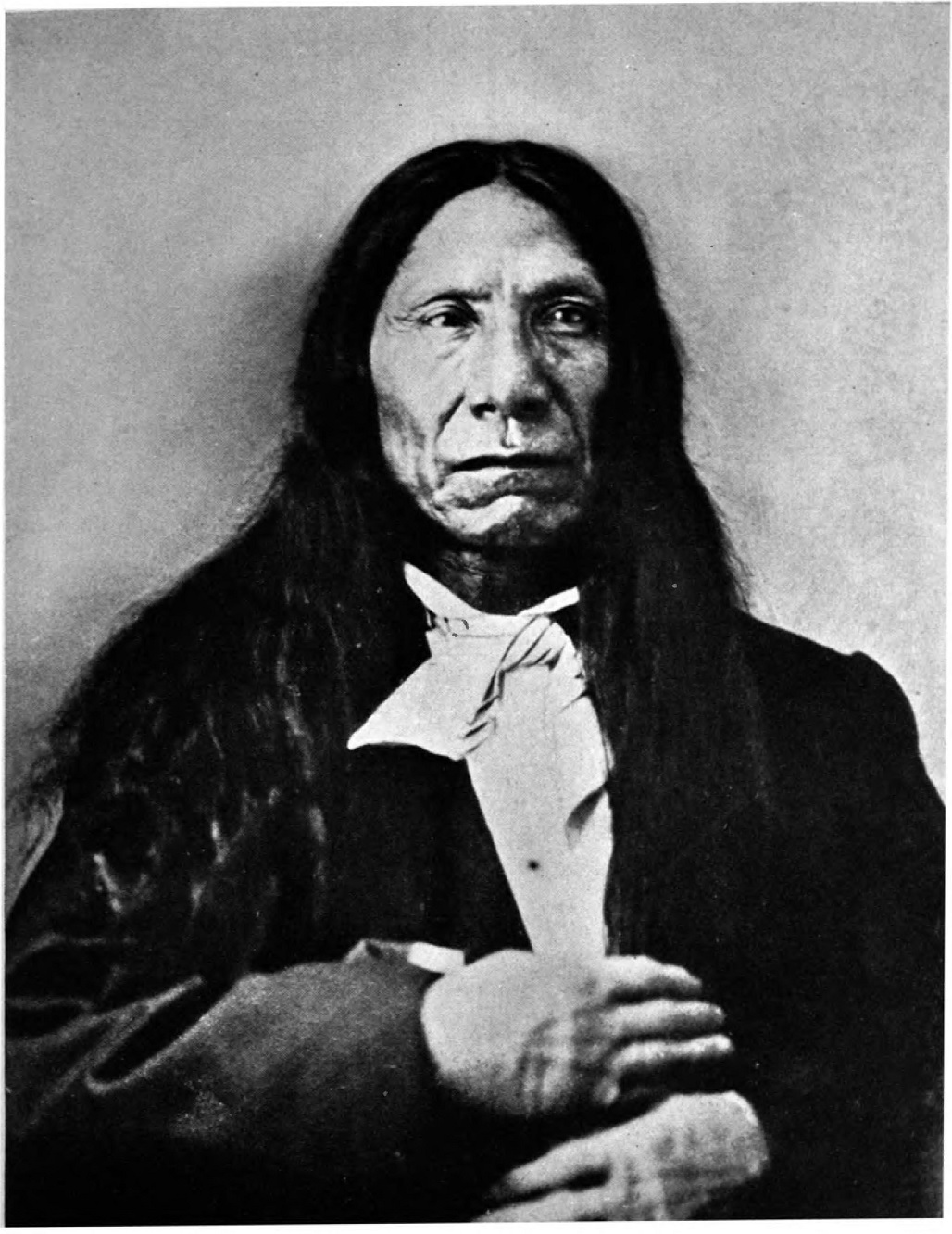
Maḣpíya Lùta (Nuvola Rossa), capo dei Lakota Oglala.

### La sacra Pipa
La Pipa è l'oggetto più sacro per le nazioni delle grandi pianure ed è anche diffusa in altre aree culturali. Essa è principalmente uno strumento di preghiera, detta in lingua lakota chanupa. Secondo la tradizione la Pipa era stata donata agli uomini da Whopi, la Donna Bisonte Bianco.
La Pipa è composta di due parti distinte: il cannello (ottenuto da legno di acero) e il fornello, ricavato da una pietra rossa (la catlinite) che può essere reperita in unico posto al mondo: Pipestone in Minnesota. Quando non viene utilizzata le due parti devono assolutamente rimanere separate; mantenerle collegate costituirebbe un grave sacrilegio, perché l'atto di congiungerle equivale all'unione del maschile e del femminile, del Cielo e della Terra. Di solito viene fumata la corteccia interna del salice rosso (canšaša) addolcita con altre erbe o con canli icahiye, una corteccia aromatica proveniente dal Montana (canli significa anche "tabacco"). La Pipa rappresenta una potente unione tra mondo fisico e mondo metafisico: quando viene usata accomuna tra loro i fumatori in senso orizzontale e chi fuma con il mondo metafisico in senso verticale (il fumo infatti sale in alto). Giurare il falso con una Pipa accesa in mano è considerata un'offesa gravissima: da qui l'uso della Pipa come strumento di pace e di riconciliazione.
«La più potente protezione che abbiamo contro il male è la nostra Pipa. Io uso la mia quasi ogni volta che eseguo una cerimonia. La Pipa è un dono sacro ricevuto dai Sioux e rappresenta per noi la comunanza che abbiamo con Wakan Tanka e gli Aiutanti. Tenere in mano la Pipa e usarla nelle cerimonie equivarrebbe per un cristiano tenere Gesù Cristo fra le mani mentre prega»
Frank Fools Crow (1890-1989)

### Le sette cerimonie
Fino al 1870 i Sioux praticavano numerosi rituali. Da questa data in poi però il governo degli Stati Uniti vietò la pratica della spiritualità nativa e l'uso della lingua, proibendo perfino le danze e qualunque rituale non cristiano. Con queste leggi i bianchi volevano far integrare forzatamente i nativi nella loro società, trasformandoli da cacciatori nomadi in agricoltori sedentari. I Sioux furono una delle poche tribù delle Pianure, insieme agli Cheyenne, che attutirono i danni di queste leggi continuando a praticare di nascosto i propri riti.
Nelle cerimonie svolgevano un ruolo fondamentale alcuni oggetti carichi di valenze simboliche, ritenuti indispensabili per il corretto svolgimento dei riti. Grande importanza avevano ad esempio le piume: il copricapo ricoperto di tali ornamenti aveva lo scopo di dimostrare l'audacia di chi l'indossava; da ricordare anche i guanti coperti da becchi d'uccello che, vibrando durante le danze, producevano un suono tintinnante che ben si accordava al ritmo del tamburo. Le maschere completavano l'abbigliamento cerimoniale, permettendo allo sciamano di trasformarsi idealmente nell'essere che voleva rappresentare e favorendo l'estasi. Le danze spesso erano accompagnate dal tamburo, strumento destinato a facilitare il collegamento con l'altro mondo, e dal flauto a sei buchi, quattro che rappresentavano i venti e due la terra e il cielo.
Le cerimonie tradizionali dei Sioux erano sette:
- Inipi o Capanna della purificazione (sorta di sauna)
- Wiwànyank Wacìpi o Danza del sole
- Hanbleceyapi: la ricerca di visione
- Wanagi yuhapi: la custodia dello Spirito
- Hunkapi: La cerimonia di affratellamento
- Išnata Awicalowan: la cerimonia della pubertà femminile
- Tapa Wanka Yeyapi: il lancio della palla

## La Danza del sole
La Wiwànyank Wacìpi, Danza del Sole, è anch'essa considerata dono della Donna Bisonte Bianco. Fu praticata dai Sioux fino al severo divieto imposto dai dominatori bianchi. Essa poteva essere organizzata in ringraziamento d'un beneficio ricevuto da Wakan Tanka, come ad esempio un bimbo guarito da una grave malattia o in generale favore della propria gente (in tempi ad esempio di carestia), ovvero per diventare sciamano (wicaša wakan).
La cerimonia esigeva una sviluppata capacità di resistenza al dolore e di paziente auto-controllo.

Il periodo d'elezione era situato nella luna piena fra giugno e luglio e la durata complessiva giungeva fino a 12 giorni. I primi 4 giorni erano normalmente dedicati a individuare il teatro della cerimonia e a organizzarlo. In questo periodo si rafforzavano i vincoli interfamiliari, con reciproche visite di cortesia e scambi di doni, mentre alcune donne appositamente selezionate per le loro virtù erano incaricate di individuare l'albero di pioppo per la grande tenda in cui si sarebbe svolta la cerimonia.
I 4 giorni successivi il candidato si riuniva nella tenda del Consiglio, alla presenza degli sciamani che ne agevolavano la preparazione spirituale.
I 4 giorni finali prevedevano la costruzione del sito cerimoniale - un cerchio delimitato da una palizzata di rami fronzuti, a Est del quale si sarebbe rizzata la tenda cerimoniale. La "danza del Bisonte" era tenuta in occasione dell'identificazione del palo di pioppo biforcuto destinato alla cerimonia vera e propria. Non appena questo era tagliato lo si adornava e lo si collocava al centro della tenda cerimoniale. Il terzo giorno si predisponevano le corregge di cuoio di bisonte o di daino necessarie al rito e infine, dopo ulteriori preghiere e aver adornato lo stesso candidato (o candidati), si procedeva al rito finale.
La persona - il cui corpo era dipinto di rosso dalla vita in su e di nero in varie altre parti del corpo, mentre mani e piedi erano colorati di blu e di rosso e la faccia di nero e di rosso - era allora collegata al palo tramite le corregge, fatte passare lì dove il palo si biforcava. Due uncini venivano agganciati a una bacchetta di materiale resistente (spesso ossicini di bisonte) e conficcata nel petto al di sopra dei capezzoli tramite lame affilate e punteruoli appuntiti in modo che, inarcandosi con decisione all'indietro, il soggetto potesse lacerarsi le carni così trapassate.
Per chi intendeva diventare sciamano esisteva anche la cerimonia di "Fissare-il-Sole-Bisonte", che prevedeva ulteriori ferite procurate sul dorso, al quale venivano appesi pesanti teschi di bisonte, oppure la cerimonia di "Fissare-il-Sole-attaccato-al-palo", con prove di sopportazione del dolore tanto del dorso quanto del petto. Una terza variante era il rito di "Fissare-il-Sole-sospeso", in cui il corpo veniva sollevato e abbassato ritmicamente nel corso della danza tramite le anzidette corregge, mentre il candidato seguitava a stringere nella destra un ramoscello di salvia.

La cerimonia finiva allorché questi riusciva da solo a strapparsi di dosso gli impacci creati da uncini, asticelle e corregge. Dopo di che si procedeva alle medicazioni necessarie e alla fumata rituale con la pipa, col suo custode che dedicava la fumata a Wakan Tanka perché proteggesse il popolo che gli aveva dedicato quel sacrificio singolo o multiplo.

## Deportazione forzata dei Sioux da parte del governo statunitense
Nell'ultima parte del XIX secolo, con la posa dei binari delle ferrovie, i cacciatori (come Buffalo Bill) ingaggiati per rifornire di carne fresca i lavoratori, annichilirono quasi le sterminate mandrie di bisonti, l'alimento-base dei nativi americani, contribuendo non poco a sedentarizzare le popolazioni delle pianure.

Per primi toccò ai Santee, che furono costretti ad accettare di vivere nelle riserve identificate dai bianchi in cambio dei loro abituali territori di caccia, e a trasformarsi in allevatori di bestiame domestico e coltivatori di mais, diventando sempre più dipendenti dai versamenti annuali elargiti graziosamente dal governo federale in base agli accordi forzosamente fatti sottoscrivere. In Minnesota, i trattati di Traverse des Sioux e Mendota del 1851 lasciarono ai Sioux una riserva di non più di 20 miglia di diametro ai lati del fiume Minnesota.

## Le grandi rivolte dei Sioux

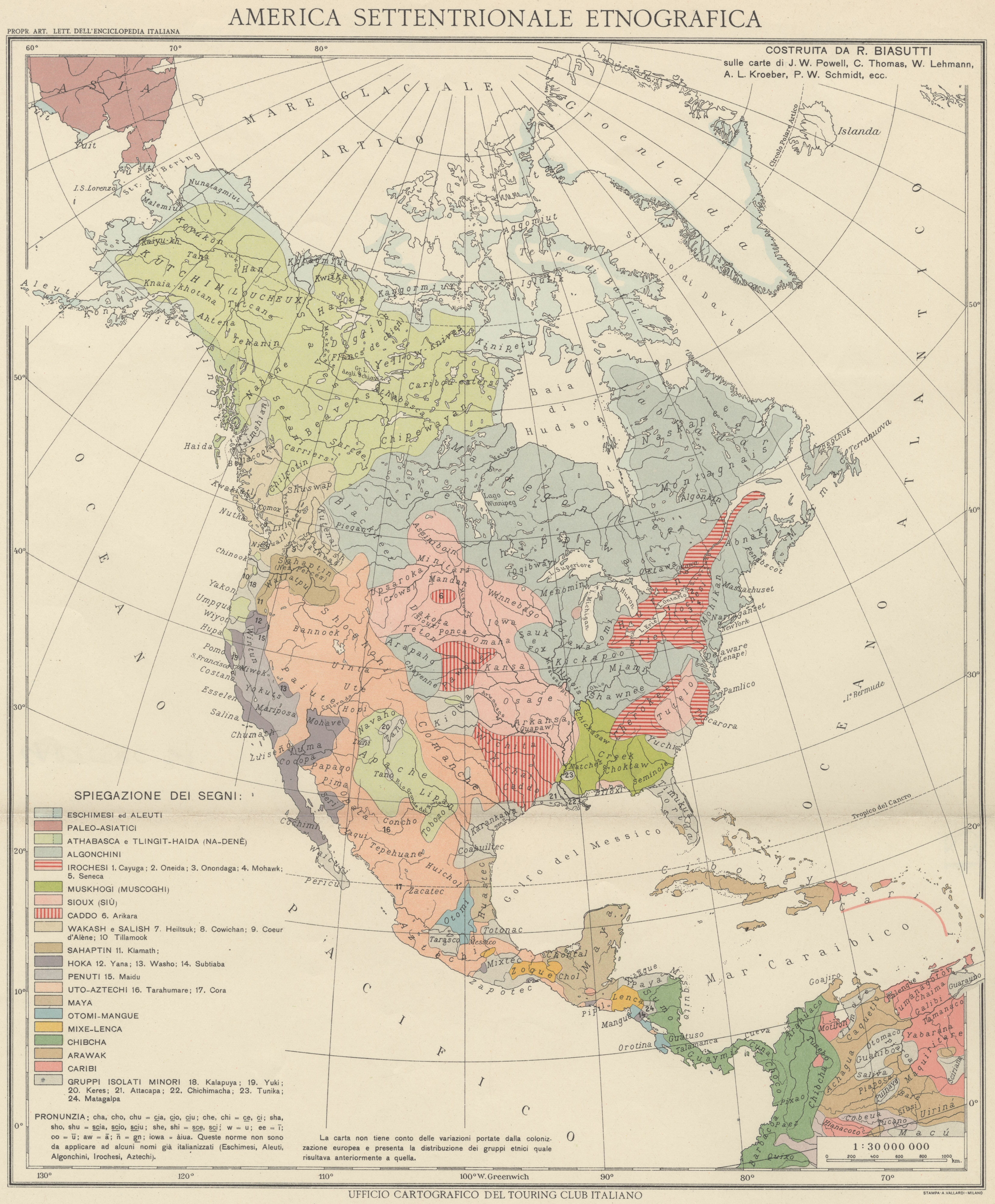
Mappa etnografica del Nordamerica negli anni 30 del XX secolo; la distribuzione dei popoli di lingua siouan, tra cui i Sioux propriamente detti, è evidenziata in rosa

Nel 1862, dopo un fallito raccolto e prima dell'inevitabile carestia invernale, il pagamento federale tardò a giungere. I trafficanti locali non vollero concedere ulteriori crediti ai Santee e l'agente federale della riserva disse ai Santee che erano 'liberi di mangiare l'erba oppure i loro escrementi'. Come conseguenza, il 7 agosto 1862 cominciò la rivolta dei Sioux, allorché pochi Santee uccisero un agricoltore bianco e gran parte della sua famiglia, innescando ulteriori attacchi contro gli insediamenti dei bianchi lungo il fiume Minnesota. I Santee aggredirono poi l'emporio e l'agente federale della riserva fu trovato ucciso con la sua bocca riempita di erba. Nessuno conosce l'esatto numero, ma furono massacrati fra i 500 e i 1000 civili: uomini, donne e bambini, in maggioranza immigrati tedeschi, fin quando le forze dello Stato e quelle federali (circa 25000 uomini in tutto) non posero fine alla rivolta. Corti marziali processarono e condannarono a morte per impiccagione 303 Santee per 'crimini di guerra'. Numerose testimonianze di prima mano descrissero razzie e uccisioni di bianchi da parte dei Santee.

Il Presidente Abraham Lincoln commutò la sentenza di morte per 284 di quei guerrieri, convalidando l'esecuzione per impiccagione di 38 Santee il 26 dicembre 1862. La sentenza fu eseguita a Mankato (Minnesota) e rimane tuttora la più ampia esecuzione di massa nella storia giudiziaria degli Stati Uniti.
Durante e dopo la rivolta, molti Santee abbandonarono il Minnesota e il Dakota orientale, riunendosi ai loro parenti nel West, o insediandosi nella Vallata del fiume James in una riserva di breve vita prima di essere forzosamente deportati verso la riserva Crow Creek sulla sponda orientale del fiume Missouri. Altri riuscirono a rimanere in Minnesota e più a oriente, in piccole riserve che ancora esistono all'inizio del XXI secolo, ivi compresa quella di Sisseton-Wahpeton, Flandreau e Devils Lake (Spirit Lake o Fort Totten) nei due Dakota. Altri Santee infine finirono il loro peregrinare nel Nebraska, dove la tribù dei Santee Sioux oggi ha una riserva sulla sponda meridionale del fiume Missouri.
I Teton si sollevarono, invece, a seguito del massacro degli Cheyenne di Motavato ("Caldaia Nera"), commesso dai "Colorado Volunteers" del colonnello Chivington a Sand Creek (29/11/1864), quando Coda Chiazzata scatenò gli Sichangu e le altre tribù, compresi gli alleati Cheyenne e Arapaho, lungo il fiume Platte, assediando e distruggendo Julesburg, nel Colorado, (07/01/1865) e riducendo a mal partito le truppe statunitensi nell'intero territorio prima di accondiscendere al Trattato di Fort Laramie del 1866.
Una rivolta di non minore importanza, condotta dai Teton nella regione del Powder River e lungo il Bozeman Trail, fu quella chiamata "di Nuvola Rossa", la quale coinvolse nuovamente anche Cheyenne e Arapaho, e che si concluse, in termini favorevoli per gli indiani, con l'abbandono e la distruzione dei forti dislocati lungo la "Pista dei ladri" e col Trattato di Fort Laramie del 1868.
L'ultima grande azione di resistenza condotta dai Teton Sioux (ma non senza il contributo dei Cheyenne e perfino dell'ultimo gruppo non pacificato dei loro vecchi alleati dell'Est, i Santee guidati dall'irriducibile Inkpaduta) ebbe luogo tra il 1875 e il 1876, e culminò nella battaglia del Little Bighorn, una delle più grandi vittorie militari ottenute dagli indiani americani sull'esercito statunitense.
Scomparso il bisonte, negli anni successivi, tutti i Sioux furono alla fine costretti nelle riserve e, nel 1890, quattro giorni dopo Natale, sul torrente Wounded Knee il 7º Cavalleria trucidò nella neve e nel ghiaccio un'intera banda di disperati Mineconjou, donne e bambini compresi, e ponendo così fine alla resistenza dei nativi, o meglio suggellando con un orribile massacro quasi 100 anni di ingiustizie, soprusi e tradimenti da parte degli Stati Uniti d'America.

## I trattati stracciati
Nel 2007 un gruppo Sioux Lakota, facente parte dell'ala più radicale dell'AIM, ha rivendicato i territori dove vissero i loro padri e, nell'intento di sfidare il governo degli Stati Uniti, ha stracciato gli accordi firmati dopo le vittorie conseguite sul generale Custer a Little Bighorn (25 giugno 1876) e su Crook nel Montana, con il presidente degli USA Ulysses S. Grant. Dopo trentaquattro anni dalla loro ultima rivolta, i Sioux vogliono ora costituire uno Stato indipendente. Si tratta in realtà di un gruppo ristretto che ha agito senza il consenso del Consiglio tribale.